# Apple Horn
Apple Horn est un modèle de guitare électrique de la société japonaise Caparison, créé pour le guitariste suédois Mattias Eklundh.

## Histoire
En automne 1996, Mattias « Ia » Eklundh est au Japon pour la promotion de Spanking Hour, un album de son groupe Freak Kitchen. Il est présenté à Itaru Kanno, un designer/artiste de la société Caparison Guitar, qui lui présente les différents modèles de sa société. Eklundh est particulièrement intéressé par un modèle nommé « Horus », qui a la particularité de posséder 27 frettes. La Apple Horn est donc basée sur une Horus avec la fameuse pomme à corne peinte puis creusée dans le corps autour du bloc micro/vibrato.

## Caractéristiques
Manche :
- Liaison manche/corps : vissée
- Tête : Caparison Devil's Tail
- Angle de la tête : 15 degrés
- Incrustation : "Ia" logo
- Mécaniques : Gotoh SG381-07 H.A.P
- Sillet : Schaller Locking Nut R2
- Diapason : 628mm (24 3/4 pouces)
- Nombre de frettes : 27
- Bois du manche : érable
- Touche : palissandre
- Type de frette : jumbo
- Finition : oil finish

Corps :
- Style du corps : Apple Horn (type Rg Ibanez)
- Bois : acajou avec sculpture Apple Horn
- Vibrato : Schaller S-FRT II
- Micros : position manche : Caparison SH-27F / Position chevalet : Caparison PH-IA New
- Contrôles: un volume avec push-pull pour changement de micro
- Accastillage : Schaller Black, Gotoh Cosmo Black
- Cordes : Dean Markley NickelSteel LTHB (.010 -.052)
- Accordage : Dropped C